# Konfuciustemplet i Peking
Konfuciustemplet i Peking (北京孔庙; Běijīng Kǒngmiào) är ett tempel i Peking i Kina. Templet är det näst största konfuciustemplet i Kina. Det största finns i Konfucius hemstad Qufu i Shandong. Konfuciustemplet i Peking ligger precis söder om norra Andra ringvägen väster om Lamatemplet och direkt öster om Den kejserliga akademin. Templet byggdes ursprungligen år 1302 under Yuandynastin under Temür khans regeringstid (1294–1307) och är en av Pekings absolut äldsta byggnader. Templet expanderade under både Mingdynastin (1368–1644) och Qingdynastin (1644–1912).
Konfuciustemplets södra entré ligger vid gatan Guozijian (国子监街) som nu skär genom vad som tidigare var en del av templet. På södra sidan av gatan mitt emot templets port syns en röd mur som tidigare var en skärmvägg som skyddade templet från onda andar. Templets södra port heter Xianshiporten ("Första läraren") och på var sida om porten finns en stele från Qingdynastin där en legend är nerskriven på sex olika språk. Porten leder till första gården längs templets nord- sydliga axel.
På första gården står tre stenpaviljonger med stentavlor med historiska dokument. I första gården finns också en samling av 198 stelar med 51 624 namn på studenter som examinerats enligt jinshi (进士) mellan 1416 och 1904. I första gården finns också en modern staty av Konfucius. Bakom statyn finns Dachengporten (大成门) ("Stor prestation") Dachengporten byggdes under Yuandynastin och byggdes om under Qingdynastin. Porten står på en plattform, och trappan upp till plattformen är delad i två delar av en stengravering i mitten. Dachengporten leder till den andra och större gården.
Längs sidorna på den stora gården står stenpaviljonger som innehåller olika stele med texter om olika viktiga historiska händelser. På gården finns också en mycket gammal cypress som är känd för en anekdot från kejsar Jiajings regeringstid (1522–1567) då en hög korrumperad tjänstemans hatt fastnade i en gren från cypressen.
Den stora gården leder till Dachengsalen (大成殿) som är templets huvudbyggnad. I Dachengsalen finns i mitten ett ceremoniellt altare för Konfucius. Det finns också historiska instrument såsom klockor och trummor. Längs östra och västra väggen finns altare för Konfucius lärjungar. Dachengsalen renoverades 1411 efter att blivit krigsskadad. År 1600 fick dachengsalen ett grönt tak, som 1737 blev ersatt med ett gult tak.
Bakom Dachengsalen finns Heliga offersalen (崇圣祠) som uppfördes 1531 för offer till de fem generationerna som följde efter Konfucius.

## Galleri

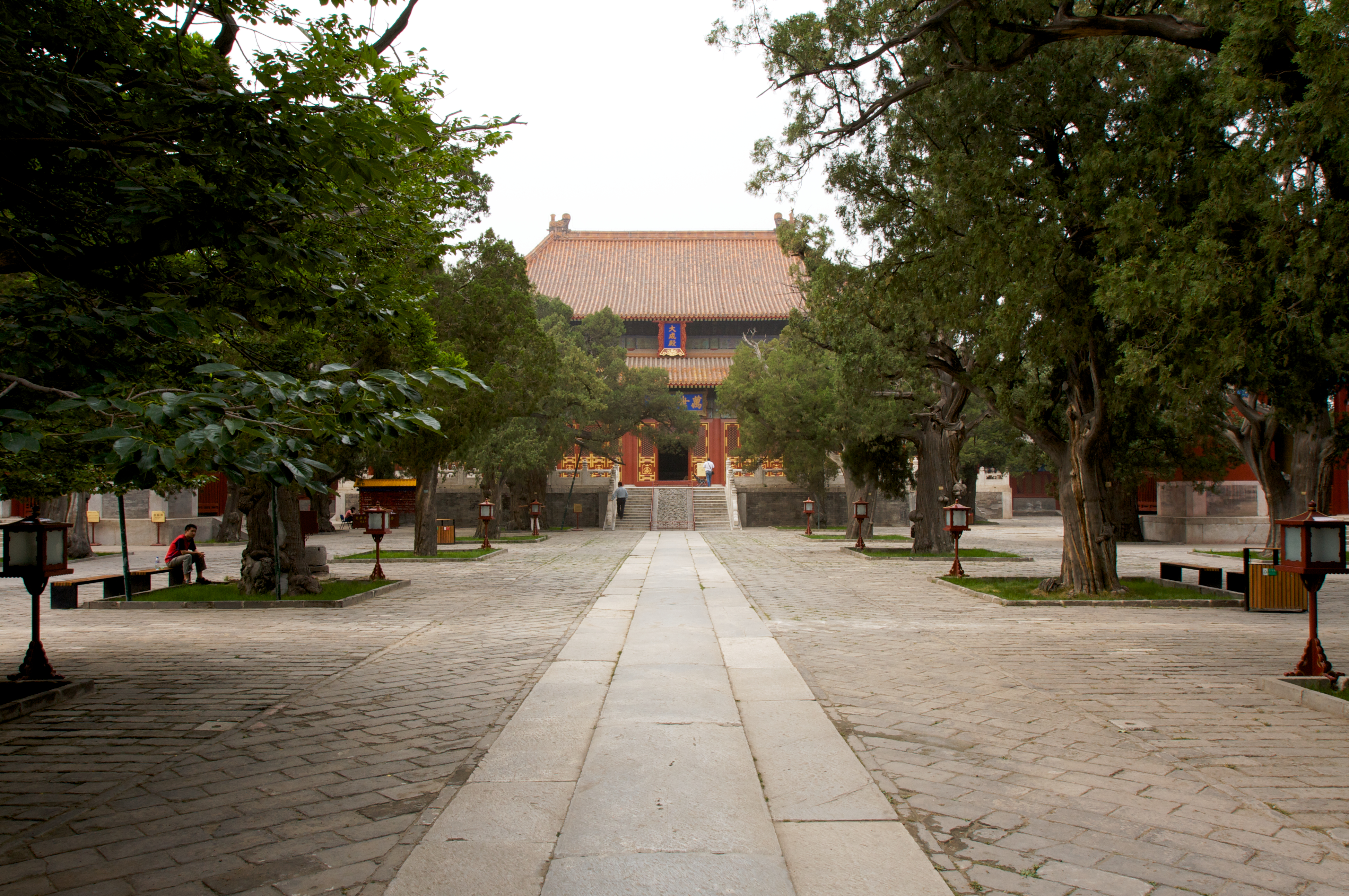
Dachenghallin  sedd från stora gården.
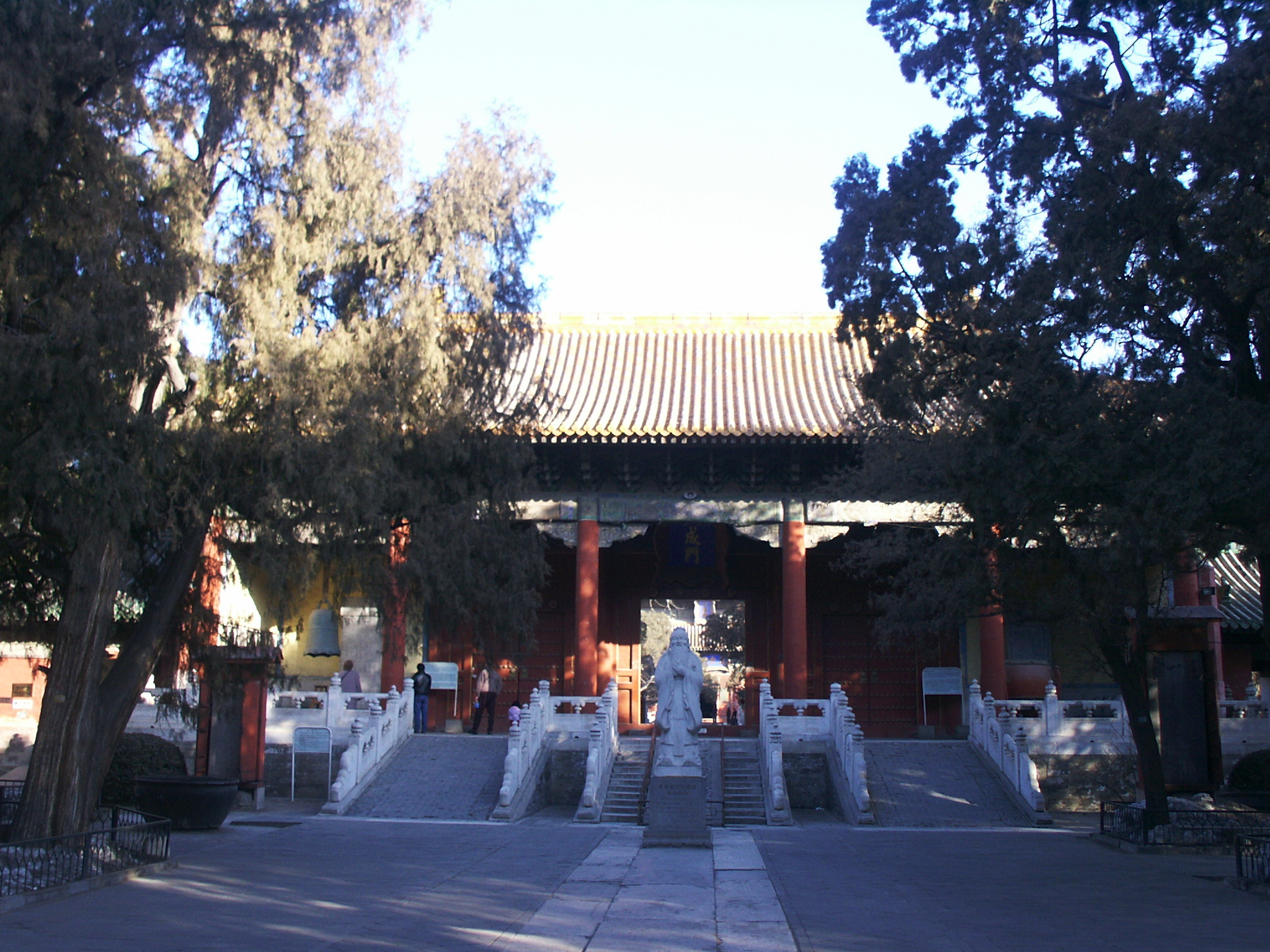
Staty av Konfucius framför Dachengporten.
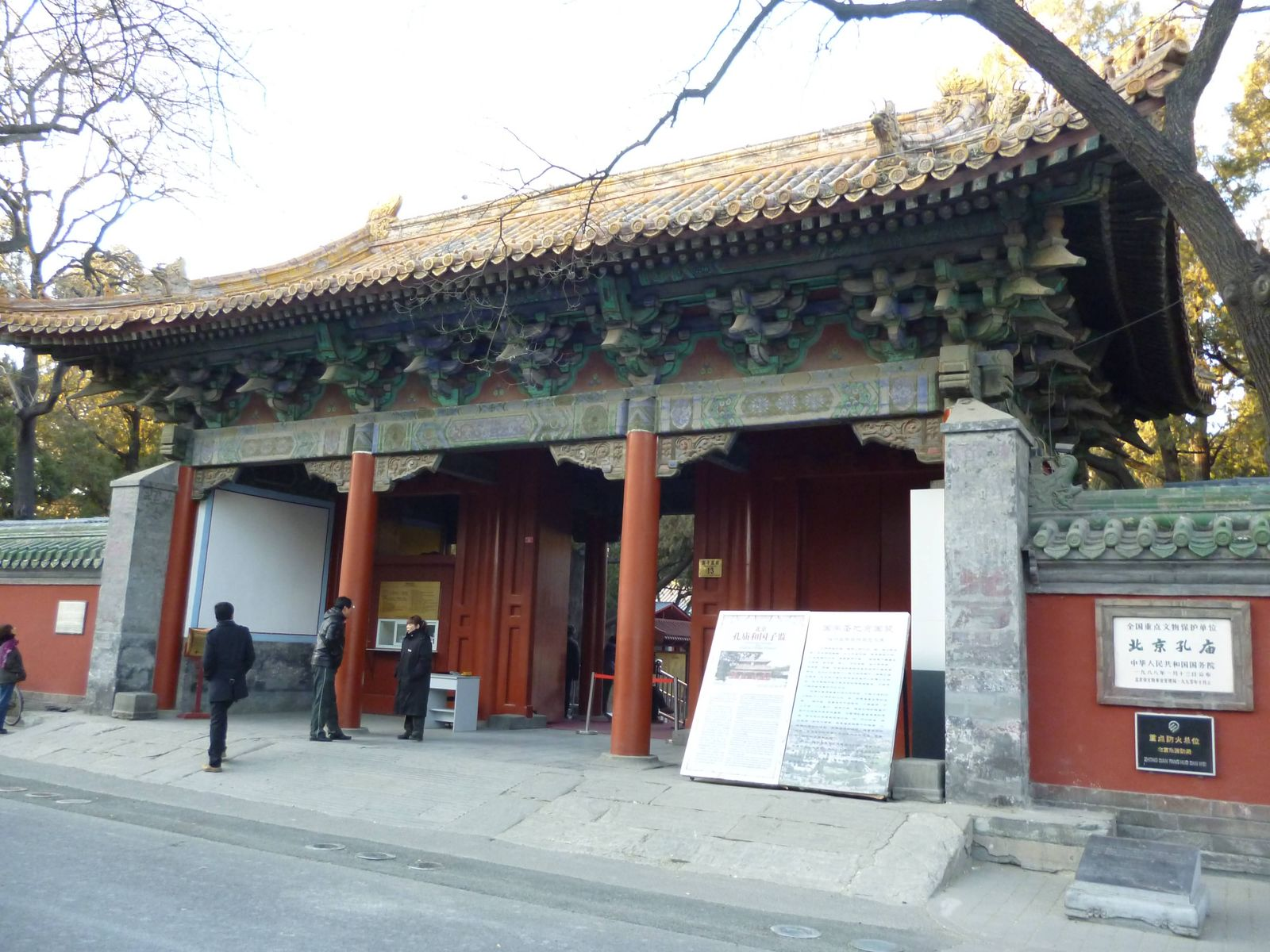
Xianshiporten.